# Championnat de France de rugby à XV 1948-1949
Navigation
1947-1948 1949-1950
La saison 1948-1949 de division Fédérale est la 50e édition du championnat de France de rugby à XV. Elle est le premier échelon amateur de rugby à XV. La saison débute le 17 octobre 1948 et se termine le 22 mai 1949, lors de la finale pour le titre de champion de France.
Le FC Lourdes est le tenant du titre après avoir battu le RC Toulon lors de l'édition précédente. Le Stadoceste tarbais, quant à lui, est le tenant du titre de champion de France de la division Excellence de l'édition 1947-1948 en battant le RC Narbonne.
En s'imposant 14 à 3 face au Stade montois en finale, le Castres olympique remporte son premier bouclier de Brennus de son histoire.

## Contexte
Le Tournoi des Cinq Nations 1949 est remporté par l'Irlande, la France termine deuxième.
La Coupe de France 1949 est remportée par le CA Bègles qui bat le Stade toulousain en finale.
Le Championnat de France de 2e division est remporté par le SC Graulhet face au FC Oloron en finale.

## Organisation du championnat de France 1948-1949

### Poules de classement
Le championnat est disputé au total par 64 équipes du 17 octobre au 31 octobre 1948. Les 32 clubs de deuxième division promus se départagent pour accéder aux poules de six.
À l'issue de la saison, tous les clubs situés troisièmes et quatrièmes sont relégués pour la division Excellence immédiatement.

### Poules de six
Du 7 novembre 1948 au 14 mars 1949, c'est 48 participants qui s'affrontent sur huit poules, de A à G. Seuls les trois premiers de chaque poule se qualifient pour la phase suivante : poule de trois.
Les matchs se jouent en allers et en retours.
« En cas d'égalité entre deux clubs d'une même poule de six, ils seront départagés par les résultats des matchs qui les ont opposés. Ainsi, le Castres olympique et le Stade toulousain sont à égalité avec 25 points. Mais Toulouse, ayant concédé une défaite contre Castres (les deux équipes ont fait match nul hier), c'est Castres qui obtient la première place ». Idem, pour Limoges et Tarbes, et pour le Racing Club de France et Lyon.
À l'issue de la saison, tous les clubs situés cinquièmes et sixièmes des poules de six sont reversés pour les phases de classement de l'édition suivante de première division.

### Poules de trois
Le 7 mars 1949, la FFR organise la répartition des poules de trois avec les résultats des poules de six. « Elle classera les premiers des poules de six de 1 à 8, les seconds de 9 à 16, les troisièmes de 17 à 24».
Les matchs, pour cette phase du championnat, se déroulent en match « sec » entre le 13 mars et le 10 avril 1949. Dans les colonnes de L'Équipe du 11 mars, on regrette les allers et retours, ils estiment que « les difficultés ne sont pas équitablement repartis». Tout cela permet de définir les 16 clubs pour les huitièmes de finale.

### Phases finales
Les premiers des poules de trois défient les seconds après un tirage au sort de la fédération. Tous les matchs se jouent sur terrain neutre entre le 17 avril et la finale qui est programmée au 15 mai. Elle sera rejouée au 22 mai 1949.

## Poules de classement (préliminaires)
On indique ci-après les huit poules de huit, le nom des clubs qualifiés pour les poules de six est en vert et gras. En rouge, ceux qui sont relégués en division Excellence 1948-1949.
| no | Club            | Pts |
| -- | --------------- | --- |
| 1  | AS Soustons     | 8   |
| 2  | Stade français  | 7   |
| 3  | Stade bagnérais | 6   |
| 4  | US Tours        | 3   |

| no | Club            | Pts |
| -- | --------------- | --- |
| 1  | FC Auch         | 9   |
| 2  | US Marmande     | 7   |
| 3  | Stade hendayais | 5   |
| 4  | Red Star VGA    | 3   |

| no | Club             | Pts |
| -- | ---------------- | --- |
| 1  | FC Grenoble      | 7   |
| 2  | Toulouse OEC     | 7   |
| 3  | US Gujan-Mestras | 7   |
| 4  | ASPTT Paris      | 3   |

| no | Club                     | Pts |
| -- | ------------------------ | --- |
| 1  | US bressane              | 8   |
| 2  | US montilienne           | 7   |
| 3  | Stade piscenois          | 5   |
| 4  | Club olympique creusotin | 4   |

| no | Club                        | Pts |
| -- | --------------------------- | --- |
| 1  | CA Périgueux                | 9   |
| 2  | Stade rochelais             | 7   |
| 3  | Saint-Jean-de-Luz olympique | 5   |
| 4  | FC moulinois                | 5   |

| no | Club               | Pts |
| -- | ------------------ | --- |
| 1  | AS bortoise        | 7   |
| 2  | Stade lavelanétien | 7   |
| 3  | AS roannaise       | 5   |
| 4  | CA lannemezanais   | 5   |

| no | Club            | Pts |
| -- | --------------- | --- |
| 1  | USA Limoges     | 9   |
| 2  | US Carmaux      | 7   |
| 3  | Stade dijonnais | 5   |
| 4  | SC millavois    | 3   |

| no | Club                        | Pts |
| -- | --------------------------- | --- |
| 1  | Lyon OU                     | 8   |
| 2  | Valence sportif             | 8   |
| 3  | Stade olympique de Chambéry | 5   |
| 4  | RC chalonnais               | 3   |

Victoire : 3 pts / Nul : 2 pts / Défaite : 1 pt.

## Poules de six
On indique ci-après les huit poules de huit, le nom des clubs qualifiés pour les poules de trois est en vert et gras. En rose, ceux qui sont reversés pour les poules de classement de l'année suivante.
| no | Club            | Pts |
| -- | --------------- | --- |
| 1  | FC Lourdes (T)  | 25  |
| 2  | FC Auch         | 23  |
| 3  | Section paloise | 21  |
| 4  | RC Vichy        | 20  |
| 5  | US Cognac       | 17  |
| 6  | Toulouse OEC    | 13  |

| no | Club                | Pts |
| -- | ------------------- | --- |
| 1  | Biarritz olympique  | 24  |
| 2  | RC Toulon           | 23  |
| 3  | US Montauban        | 21  |
| 4  | CA Périgueux        | 20  |
| 5  | SC Tulle            | 20  |
| 6  | Stade montluçonnais | 12  |

| no | Club               | Pts |
| -- | ------------------ | --- |
| 1  | CS Vienne          | 24  |
| 2  | USA Limoges        | 23  |
| 3  | Stadoceste tarbais | 23  |
| 4  | RC Narbonne        | 20  |
| 5  | Stade aurillacois  | 19  |
| 6  | Stade français     | 11  |

| no | Club               | Pts |
| -- | ------------------ | --- |
| 1  | AS Montferrand     | 25  |
| 2  | Stade montois      | 24  |
| 3  | AS Soustons        | 20  |
| 4  | USA Perpignan      | 19  |
| 5  | SC Angoulême       | 16  |
| 6  | Stade lavelanétien | 12  |

| no | Club             | Pts |
| -- | ---------------- | --- |
| 1  | AS Béziers       | 26  |
| 2  | SU Agen          | 24  |
| 3  | Paris UC         | 20  |
| 4  | Stade rochelais  | 19  |
| 5  | US bressane      | 16  |
| 6  | Aviron bayonnais | 15  |

| no | Club            | Pts |
| -- | --------------- | --- |
| 1  | CA Bègles       | 25  |
| 2  | US Bergerac     | 23  |
| 3  | Valence sportif | 21  |
| 4  | US Carmaux      | 19  |
| 5  | US montilienne  | 17  |
| 6  | SC mazamétain   | 15  |

| no | Club               | Pts |
| -- | ------------------ | --- |
| 1  | Castres olympique  | 25  |
| 2  | Stade toulousain   | 25  |
| 3  | US Dax             | 22  |
| 4  | US Marmande        | 18  |
| 5  | Stade bordelais UC | 17  |
| 6  | FC Grenoble        | 13  |

| no | Club                  | Pts |
| -- | --------------------- | --- |
| 1  | CA Brive              | 25  |
| 2  | US Tyrosse            | 23  |
| 3  | Lyon OU               | 20  |
| 4  | Racing Club de France | 20  |
| 5  | US Romans Péage       | 17  |
| 6  | AS bortoise           | 14  |

Victoire : 3 pts / Nul : 2 pts / Défaite : 1 pt.

## Poules de trois
On indique ci-après les huit poules de trois, le nom des clubs qualifiés pour les 8e de finale est en gras.
| no | Club               | Pts | Diff. |
| -- | ------------------ | --- | ----- |
| 1  | Stadoceste tarbais | 6   | +12   |
| 2  | FC Auch            | 3   | -6    |
| 3  | AS Béziers         | 2   | 6     |

| no | Club        | Pts | Diff. |
| -- | ----------- | --- | ----- |
| 1  | CA Bègles   | 4   | +13   |
| 2  | USA Limoges | 4   | -3    |
| 3  | US Dax      | 4   | -9    |

| no | Club           | Pts | Diff. |
| -- | -------------- | --- | ----- |
| 1  | US Montauban   | 5   | +4    |
| 2  | FC Lourdes (T) | 4   | +5    |
| 3  | US Bergerac    | 3   | -9    |

| no | Club            | Pts | Diff. |
| -- | --------------- | --- | ----- |
| 1  | AS Montferrand  | 5   | +12   |
| 2  | US Tyrosse      | 4   | +6    |
| 3  | Section paloise | 2   | -18   |

| no | Club        | Pts | Diff. |
| -- | ----------- | --- | ----- |
| 1  | CA Brive    | 5   | +3    |
| 2  | RC Toulon   | 4   | +15   |
| 3  | AS Soustons | 2   | -18   |

| no | Club              | Pts | Diff. |
| -- | ----------------- | --- | ----- |
| 1  | Castres olympique | 5   | +17   |
| 2  | Stade montois     | 4   | -9    |
| 3  | Valence sportif   | 2   | -8    |

| no | Club      | Pts | Diff. |
| -- | --------- | --- | ----- |
| 1  | CS Vienne | 5   | +6    |
| 2  | SU Agen   | 5   | +5    |
| 3  | Lyon OU   | 2   | +1    |

| no | Club               | Pts | Diff. |
| -- | ------------------ | --- | ----- |
| 1  | Stade toulousain   | 6   | +10   |
| 2  | Biarritz olympique | 4   | +4    |
| 3  | Paris UC           | 2   | -4    |

Victoire : 3 pts / Nul : 2 pts / Défaite : 1 pt.

## Huitièmes de finale
Les équipes dont le nom est en caractères gras sont qualifiées pour les quarts de finale.
| Date          | Club (domicile)    | Score        | Club (extérieur)   | Lieu                                          |
| ------------- | ------------------ | ------------ | ------------------ | --------------------------------------------- |
| 17 avril 1949 | Stadoceste tarbais | 0 - 11       | Stade montois      | Stade de la Croix du Prince, Pau              |
| 17 avril 1949 | Stade toulousain   | 9 - 8        | FC Auch            | Stade Armandie, Agen                          |
| 17 avril 1949 | Castres olympique  | 21 - 6       | USA Limoges        | Parc municipal des sports, Brive-la-Gaillarde |
| 17 avril 1949 | RC Toulon          | 6 - 6 (a.p.) | Biarritz olympique | Parc des Sports de Sauclières, Béziers        |
| 17 avril 1949 | AS Montferrand     | 16 - 8       | FC Lourdes (T)     | Parc des Sports de Bordeaux, Bordeaux         |
| 17 avril 1949 | CS Vienne          | 14 - 6       | US Tyrosse         | Stade des Ponts-Jumeaux, Toulouse             |
| 17 avril 1949 | US Montauban       | 3 - 8 (a.p.) | CA Brive           | Stade Gaston-Simounet, Bergerac               |
| 18 avril 1949 | CA Bègles          | 9 - 14       | SU Agen            | Parc des Sports d'Aguilera, Biarritz          |

Le RC Toulon et le Biarritz olympique ont fait match nul après deux prolongations. Dès lors, le match est rejoué en même temps que les autres quarts de finale.
| Date          | Club (domicile) | Score  | Club (extérieur)   | Lieu                              |
| ------------- | --------------- | ------ | ------------------ | --------------------------------- |
| 24 avril 1949 | RC Toulon       | 11 - 6 | Biarritz olympique | Stade des Ponts-Jumeaux, Toulouse |

## Quarts de finale
Les équipes dont le nom est en caractères gras sont qualifiées pour les demi-finales.
À la suite du huitième de finale rejoué, le dernier quart de finale est décalé.
| Date          | Club (domicile)   | Score  | Club (extérieur) | Lieu                                  |
| ------------- | ----------------- | ------ | ---------------- | ------------------------------------- |
| 24 avril 1949 | Stade montois     | 6 - 5  | Stade toulousain | Stade Jules-Soulé, Séméac             |
| 24 avril 1949 | CS Vienne         | 14 - 6 | SU Agen          | Parc des Sports de Beaublanc, Limoges |
| 24 avril 1949 | AS Montferrand    | 0 - 8  | CA Brive         | Stade Cassayet, Narbonne              |
| 1er mai 1949  | Castres olympique | 17 - 6 | RC Toulon        | Stade Georges-Lyvet, Lyon             |

## Demi-finales
Les équipes dont le nom est en caractères gras sont qualifiées pour la finale.
À la suite du huitième de finale rejoué, le dernier quart de finale fut décalé et la demi-finale l'est également.
C'est pour la seconde année consécutive, en demi-finale, que le CS Vienne est éliminé.
| Date         | Club (domicile)   | Score  | Club (extérieur) | Lieu                                  |
| ------------ | ----------------- | ------ | ---------------- | ------------------------------------- |
| 1er mai 1949 | CA Brive          | 0 - 8  | Stade montois    | Parc des Sports de Bordeaux, Bordeaux |
| 8 mai 1949   | Castres olympique | 12 - 6 | CS Vienne        | Stade Mayol, Toulon                   |

## Finale du 15 mai 1949
La finale du championnat de la division fédérale de rugby à XV 1948-1949 se déroule le 15 mai 1949 au stade des Ponts-Jumeaux de Toulouse. L'arbitre du match est M. Sourgens, (Béglais du comité de la Côte d'Argent). Castres jouera en blanc tandis que Mont-de-Marsan, eux, en jaune avec un parement noir.
Les conditions météorologiques de ce jour-ci ne permit pas la bonne tenue de la finale : « Larges flaques d'eau par endroits, sur un terrain très lourd». Néanmoins, chaque équipe inscrivit un essai chacun : l'ailier Armand Balent (1re minute) pour le CO et le pilier Pierre Pascalin (24e) pour les Montois.
| Équipes           | Castres olympique - Stade montois |
| Score             | 3-3 |
| Date              | 15 mai 1949 |
| Stade             | Stade des Ponts-Jumeaux de Toulouse |
| Arbitre           | M. Sourgens |
| Les équipes       | |
| Castres olympique | 1 - André Alary ; 2 - Clément Fité ; 3 - Jacques Larzabal ; 4 - Victor Lachat ; 5 - Jean Pierre-Antoine ; 6 - René Coll ; 7 - Raphaël Lopez ; 8 - Jean Matheu-Cambas (cap.) ; 9 - André Chanfreau ; 10 - Albert Torrens ; 11 - Armand Balent ; 12 - Raymond Fabre ; 13 - Robert Espanol ; 14 - Maurice Siman ; 15 - Joseph Moreno         |
| Stade montois     | 1 - Pierre Pascalin ; 2 - Léonce Beheregaray ; 3 - R. Brocas ; 4 - Pierre Casassus ; 5 - Noël Brocas ; 6 - Georges Berrocq-Irigoin 7 - Jacques Larrezet ; 8 - René Lasserre ; 9 - Jean Darrieussecq ; 10 - Emmanuel Baradat (cap.) ; 11 - André Labeyrie ; 12 - Jean Loyola ; 13 - Jean Dachary ; 14 - Rémy Cabos ; 15 - Albert Bonnecaze |
| Points marqués    | |
| Castres olympique | 1 essais de Balent (1re) |
| Stade montois     | 1 essai de Pascalin (24e) |

Le soir de cette finale à l'issue nulle, le président de la FFR, Alfred Eluère, avec les représentants des deux clubs finalistes, décidèrent de rejouer la finale à la date du 22 mai.

## Finale rejouée du 22 mai 1949
| Équipes           | Castres olympique - Stade montois |
| Score             | 14-3 |
| Date              | 22 mai 1949 |
| Stade             | Stade des Ponts-Jumeaux de Toulouse |
| Arbitre           | Lucien Barbe |
| Les équipes       | |
| Castres olympique | Clément Fité, André Alary, Jacques Larzabal, Victor Lachat, Jean Pierre-Antoine, René Coll, Jean Matheu-Cambas, Raphael Lopez, André Chanfreau, Albert Torrens, Armand Balent, Robert Espanol, Raymond Fabre, Maurice Siman, Joseph Moreno                   |
| Stade montois     | Léonce Beheregaray, Pierre Pascalin, André Brocas, Pierre Casassus, Jean-Noël Brocas, Georges Berrocq-Irigoin, René Lasserre, Jacques Larrezet, Jean Darrieussecq, Emmanuel Baradat, André Labeyrie, Jean Loyola, Jean Dachary, Rémy Cabos, Albert Bonnecaze |
| Points marqués    | |
| Castres olympique | 3 essais de Matheu (54e), Balent (69e) et Coll (74e), 1 drop de Torrens (17e), 1 transformation de Pierre-Antoine (74e) |
| Stade montois     | 1 essai de Larrezet (26e) |

C'est à Toulouse que le Castres olympique remporte son premier championnat de France.
Néanmoins, l'arbitre Lucien Barbe est conspué et on lui reproche même d'avoir accordé les essais qui n'étaient pas valables, selon les journalistes de l'Équipe. En effet, on reproche deux en-avant et un hors-jeu sur les trois essais.
Les Castrais réservent un accueil très chaleureux, avenue de Lavaur jusqu'au siège social, boulevard Carnot (café tenu par le joueur René Coll), aux champions de France. Par ailleurs, sur le balcon du siège social, Jacques Larzabal, ancien joueur du Stade toulousain (champion 1947 avec les rouge et noir), racontait au public : « Je préfère trente fois gagné aujourd'hui avec le CO qu'avec le Stade toulousain et, dimanche, ils essuieront une belle défaite [en quart de finale de coupe de France] ».
Castres a inscrit 475 points contre 236, soit 111 essais pour 44 encaissés, au total de la saison.

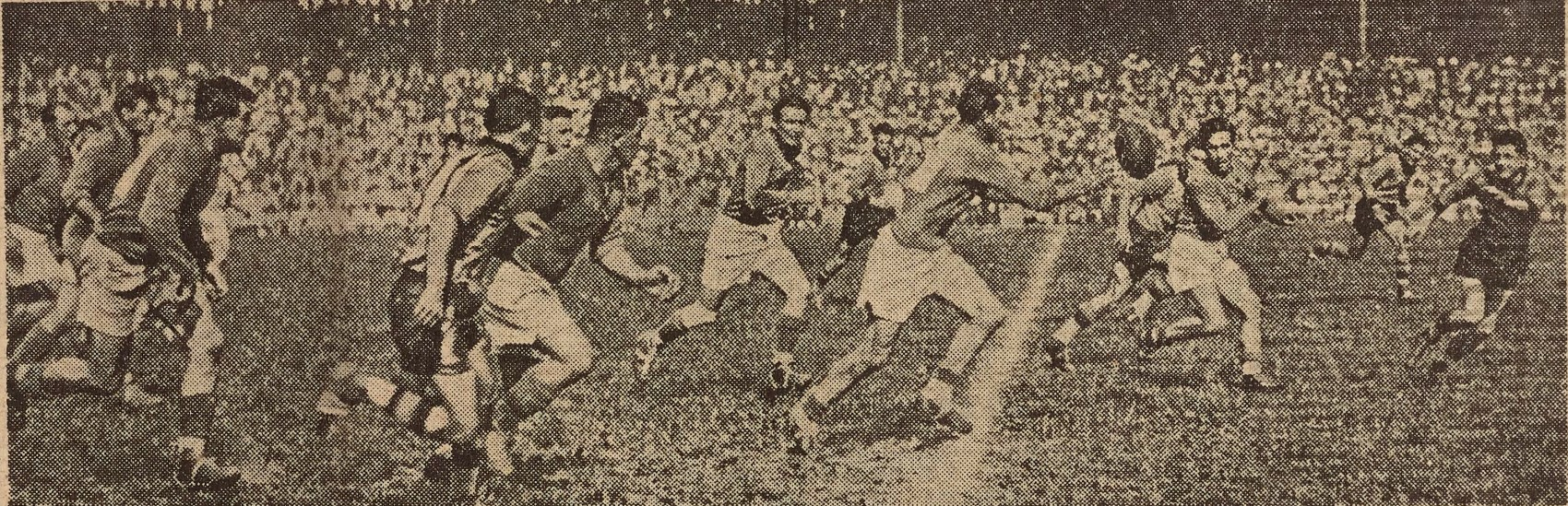
Finale rejouée, de gauche à droite : Lachat, Lopez, Larbazal, Fitte, Labeyrie, Chanfreau, Beheregaray, Matheu, Loyola, Coll, Baradat, Espanol, Dacharry et Darrieusecq.